# マティアス・ビエル
マティアス・ビエル（Matías Beer、1993年12月16日 - ）は、ウルグアイのラグビーユニオン選手。

## プロフィール
- ウルグアイ出身[1]。
- ポジションはロック(LO)、フランカー(FL)。
- 身長 195cm、体重 102kg
- ウルグアイ代表キャップは50（2025年4月現在）でワールドカップ2015のウルグアイ代表に選ばれた[2]。

## 略歴
2013年、オールド・クリスティアンスに加入。